# Balepanjang (Jatipurno)
Balepanjang is een bestuurslaag in het regentschap Wonogiri van de provincie Midden-Java, Indonesië. Balepanjang telt 2788 inwoners (volkstelling 2010).